# Đenđinovići
Đenđinovići este un sat din comuna Bar, Muntenegru. Conform datelor de la recensământul din 2003, localitatea are 268 de locuitori (la recensământul din 1991 erau 163 de locuitori).

## Demografie
În satul Đenđinovići locuiesc 204 persoane adulte, iar vârsta medie a populației este de 36,2 de ani (38,0 la bărbați și 34,4 la femei). În localitate sunt 96 de gospodării, iar numărul mediu de membri în gospodărie este de 2,75.
Populația localității este foarte eterogenă.
|  |

| Demografie | Demografie | Demografie |
| An         | Locuitori  | Locuitori  |
| ---------- | ---------- | ---------- |
|            |            |            |
|            |            |            |
|            |            |            |
|            |            |            |
| 1948       | 55         |            |
| 1953       | 57         |            |
| 1961       | 78         |            |
| 1971       | 32         |            |
| 1981       | 140        |            |
| 1991       | 163        | 151        |
| 2003       | 264        | 268        |

| \| Componența etnică conform recensământului din 2003[2] \| Componența etnică conform recensământului din 2003[2] \| Componența etnică conform recensământului din 2003[2] \| Componența etnică conform recensământului din 2003[2] \| Componența etnică conform recensământului din 2003[2] \| \| ----------------------------------------------------- \| ----------------------------------------------------- \| ----------------------------------------------------- \| ----------------------------------------------------- \| ----------------------------------------------------- \| \| \| \| \| \| \| \| Sârbi \| Sârbi \| \| 129 \| 48,13% \| \| Muntenegreni \| Muntenegreni \| \| 101 \| 37,68% \| \| Croați \| Croați \| \| 3 \| 1,11% \| \| Rusi \| Rusi \| \| 2 \| 0,74% \| \| necunoscută \| necunoscută \| \| 10 \| 3,73% \| |              |  |     |        |
| Componența etnică conform recensământului din 2003 |              |  |     |        |
| |              |  |     |        |
| Sârbi | Sârbi        |  | 129 | 48,13% |
| Muntenegreni | Muntenegreni |  | 101 | 37,68% |
| Croați | Croați       |  | 3   | 1,11%  |
| Rusi | Rusi         |  | 2   | 0,74%  |
| necunoscută | necunoscută  |  | 10  | 3,73%  |